# SPQR
SPQR је латинска скраћеница која је представљала званичан назив Римске државе. Њен пун назив гласи Senatus PopulusQue Romanus, што у преводу значи „Сенат и народ Рима“. Појављивала се на кованом новцу као и свим званичним документима издатим од стране Римске републике.

## У популарној култури
- — „Луди су, ти Римљани!“ — Обеликс
- — „Римљани су свиње!“
- Папа Јован XXIII једанпут је питао бискупа како би се могло протумачити S.P.Q.R. на папском грбу кад би се читало уназад и одмах је сам одговорио „Rideo Quia Papa Sum“ („Смејем се јер сам папа!“)
- Један италијански акроним гласи SPQR – RQPS: Sapete Più o meno Quanto Rubiamo? – Rubiamo Quanto Possiamo Senza parole (на српском „Знате ли отприлике шта крадемо? – Крадемо колико можемо, без објашњења“).